# Anđela Janjušević
Anđela Janjušević (serbisch-kyrillisch Анђела Јањушевић; * 18. Juni 1995 in Belgrad, BR Jugoslawien) ist eine serbische Handballspielerin, die für die serbische Nationalmannschaft aufläuft.

## Karriere

### Im Verein
Janjušević lernte das Handballspielen an der Schule kennen und schloss sich später einem Handballverein aus Voždovac an. In der Saison 2013/14 lief die Linkshänderin für den serbischen Verein RK BMS Milenium auf, mit dem sie das Viertelfinale im EHF Challenge Cup erreichte. Daraufhin schloss sich die Rückraumspielerin dem serbischen Erstligisten RK Radnički Kragujevac an, mit dem sie im Jahr 2015 sowohl die serbische Meisterschaft als auch den serbischen Pokal gewann. Beim 26:18-Erfolg im Pokalfinale stach sie mit 14 erzielten Treffern heraus. Nur wenige Tage nachdem sie im März 2016 ihren Wechsel zur Saison 2016/17 zum ungarischen Erstligisten Siófok KC bekannt gegeben hatte, erlitt sie in einem Ligaspiel einen Bänderriss im rechten Knie.
Janjušević gewann mit Siófok ihren ersten europäischen Titel auf Vereinsebene, als sie im Jahr 2019 den EHF-Pokal gewann. Im Februar 2020 wurde ihr Wechsel zur Saison 2020/21 zum Ligakonkurrenten Váci NKSE veröffentlicht, jedoch wurde die Vereinbarung noch vor dem Vertragsbeginn aufgelöst. Stattdessen schloss sie sich dem rumänischen Erstligisten SCM Gloria Buzău an. Janjušević kehrte im Sommer 2021 zum Siófok KC zurück. Im November 2022 verließ sie den Verein und schloss sich dem rumänischen Erstligisten Rapid Bukarest an. Zur Saison 2025/26 wird sie zum Ligakonkurrenten HC Dunărea Brăila wechseln.

### In Auswahlmannschaften
Janjušević gehört seit dem Jahr 2014 dem Kader der serbischen Nationalmannschaft an. Ihre ersten beiden Turnierteilnahmen mit der serbischen Auswahl waren bei der Weltmeisterschaft 2015 und der Europameisterschaft 2016. Aufgrund eines Kreuzbandrisses, den sie im November 2017 erlitt, verpasste sie die Weltmeisterschaft 2017. Weitere Turnierteilnahmen folgten bei den Mittelmeerspielen 2018, bei der Weltmeisterschaft 2019, bei der Europameisterschaft 2020, bei der Weltmeisterschaft 2021, bei der Europameisterschaft 2022 und bei der Weltmeisterschaft 2023.